# Philippe-François Durzy
Philippe-François Durzy est un militaire français né le 4 février 1764 à Montargis et mort le 19 mars 1851 dans la même ville.
Bienfaiteur de la ville de Montargis, il lègue sa fortune à cette dernière pour créer une école technique à vocation industrielle.

## Biographie

### Ses origines, sa famille
Philippe-François Durzy est né le 4 février 1764 à Montargis sous le règne du roi Louis XV, dans l'ancienne province de l'Orléanais.
Il est le fils de Charles-Philippe-Martin Durzy (1713-1798), qui eut cinq enfants de sa première femme Marie-Anne. Celle-ci meurt en 1760 des suites d'une fausse couche. Le père de Philippe-François élève trois de ses enfants, âgés de 4, 6 et 8 ans.
La mère de Philippe-François est Margueritte-Madeleine Gaudron (1744-1811) ; c'est la deuxième épouse de Charles-Philippe-Martin Durzy.
La famille est originaire du village d'Urzy dans le département de la Nièvre, situé à une dizaine de kilomètres au nord de Nevers. Elle s'installe au début du XVIIIe siècle dans la région du Montargois.
À l'âge de 67 ans, en 1780, son père n'a plus que trois enfants. L'un, âgé de 26 ans et issu de sa première femme, est affligé d'une mauvaise santé ; il meurt en 1788 de maladie. Les deux autres enfants, issus de sa seconde femme, ont à cette époque 16 et 9 ans.
À 16 ans, Philippe-François Durzy achève ses études classiques. Le vœu de toute sa famille est de le voir s'orienter vers une carrière judiciaire, une tradition chez les Durzy. Son père, Charles Philippe Martin Durzy, était procureur au bailliage de Montargis. Son grand-père Isaac Durzy était greffier au bailliage de Châtillon-Coligny et son oncle Henry Mathurin Durzy est avocat.
Finalement, sa famille l'envoie à Versailles près de son oncle maternel Pierre Gaudron, gendarme du roi de France. Il embrasse alors une carrière militaire.

### Sa carrière militaire

#### Durzy, gendarme du Roy
Philippe-François Durzy assiste pendant quatre ans son oncle Pierre Gaudron, gendarme du roi de France à Versailles, en tant que secrétaire. Puis il devient lui-même gendarme du roi à l'âge de 21 ans en 1785. Pour cette formation, sa famille doit payer une pension de 300 livres par an qui est payée à moitié par son oncle, pour un quart par son père Charles Philippe-Martin Durzy et pour le quart restant par Henry-Mathurin Durzy, l'avocat de la famille.
Le 5 décembre 1785 , il fait ses adieux à ses parents et arrive le 14 décembre à Lunéville (actuel département de Meurthe-et-Moselle). On l'incorpore aussitôt comme gendarme à la Compagnie d'Artois. Il y reçoit tout son équipement.
Dans une lettre détaillée à ses parents, le jeune gendarme de 21 ans rapporte les détails de son voyage et de sa vie en caserne. Il commence par donner les dépenses de son voyage : billet de diligence 71 livres, le pourboire au postillon 3 livres et 6 livres pour le conducteur, soit un total de 80 livres. Ensuite vient la nourriture le long de la route pour 6 livres par jour, soit 24 livres, pour une dépense totale de près de 105 livres. Dans sa lettre, il nous dit aussi que chaque compagnie comprend 7 ou 8 ordinaires ou cambrées d'une douzaine de gendarmes. Un ancien administre chaque compagnie. Il est assisté d'une cuisinière et d'une soubrette qui fait le ménage, assure le chauffage et fait les commissions du gendarme. Son quotidien est constitué des deux repas principaux au sein de la gendarmerie : les dîners, composés d'une soupe, d'une entrée et du bouilli, et les soupers à 7 heures composés d'une entrée et du rôti. Le menu est servi sans vin : ceux qui désirent en boire doivent l'acheter. Chaque chambre est composée de 2, 3 ou 4 hommes suivant la dimension des chambres. Les gendarmes ont des obligations qui sont les suivantes : chaque jour à 10 heures, rassemblement et inspection de la chambre qui doit être faite, les hommes habillés, leurs bottes cirées et leurs armes nettes. Les hommes peuvent sortir après le dîner mais ils doivent être rentrés pour 20 heures. Un officier fait alors l'appel avant le couvre-feu. Toute absence est punie de 7 jours de prison mais ils ne sont pas cloîtrés dans la caserne car ils peuvent fréquenter la société, se retrouver au sein de la garnison dans un cercle appelé "le cabinet littéraire", aller à la bibliothèque. Il termine sa lettre en disant que « toutes les salles sont chauffées, et cela compte à Lunéville ».
Le 24 mars 1788, Durzy doit quitter l'armée car la compagnie de gendarmes du roi de Lunéville est dissoute. Sans ressources, sans emploi, Philippe-François Durzy rentre à Montargis.

#### Durzy travaille au canaux
Philippe-François Durzy est admis à l'école de François Bizot, directeur de trois canaux à Buges. Cette école prépare à l'administration des canaux « des jeunes gens instruits et robustes, capables de monter à cheval ». L'école les initie au dessin, au calcul, au droit civil, pour en faire des contrôleurs ou des conducteurs de travaux. Mais les débuts de la Révolution française contrarient à nouveau sa carrière. L'école n'a plus de directeur en août 1789.
Devant les menaces de guerre, la France tente en 1791 de se constituer une véritable armée. Tous les anciens officiers de formation monarchique réformés ont la possibilité de retourner dans l’armée. Les anciens gendarmes de Lunéville se mettent également dans les rangs pour reformer l’armée nationale. Philippe-François Durzy rentre dans l’armée française le 15 septembre 1791 avec le grade de lieutenant et est affecté au 34e régiment d’infanterie. Il dispose d’une solde, peut suivre ses inclinations et venir en aide à ses parents.

#### Capitaine d'état-major dans l'armée de la Révolution puis de l'Empire
Il rejoint son régiment pour partir en campagne, à la frontière du Nord. Il est à Mézières en juin 1792. Le 21 août 1792 il est promu capitaine. Le ministère de la guerre pense amalgamer les bataillons de volontaires et les troupes de l'ancienne armée royale. L’armée manque d’officiers et Charles Étienne Gudin, cousin de Philippe-François Durzy, est promu général de brigade puis de division. Le 17 février 1793, Philippe-François Durzy est détaché comme adjoint aux généraux dans la division Miranda, voisine de la division de son cousin Gudin. Le 18 mars 1793, Philippe-François Durzy s’illustre. Il rejoint un régiment en déroute, saisit le drapeau du bataillon et parvient avec quelques hommes à tenir en respect un escadron ennemi, ce qui empêche ce dernier de s’engouffrer dans la brèche et de harceler l’arrière des alliés. Ce fait lui vaut une citation à l’ordre de l’armée. Son cousin Gudin, en opération à proximité devant la forêt de Mormal et Maubeuge, en profite réclamer Philippe-François en qualité d'aide de camp pour sa division. L’armée satisfait sa requête le 2 juillet 1793. Sept semaines après, un représentant du peuple chargé de missions aux armées arrive dans l’armée du Nord après la défection de multiples généraux de l’ancien régime. Gudin, suspecté, est envoyé à Arras par l’armée jusqu'en décembre puis transféré à Paris. Durzy, oublié, rejoint le bataillon du 34e régiment d’infanterie qui part à destination du front de l'océan Atlantique en Bretagne pour préparer l’invasion de la Grande-Bretagne. En 1794, Gudin est libéré et reçoit le commandement de la région militaire où son cousin se trouve et appelle le capitaine Philippe-François Durzy à ses côtés jusqu’à sa mise en retraite dans son état-major. Durzy rejoint donc le 67e puis le 58e régiment d’infanterie. Ce dernier régiment est désigné pour servir en Italie sous le commandement du général Bonaparte.
Durzy part de Brest et traverse à pied toute la France pour gagner l'Italie, son nouveau théâtre d’opérations. Il est aussitôt engagé sous les ordres directs du général Claude Ignace François Michaud, dans la campagne du Mincio. Le général Michaud appelle le capitaine Durzy à son état-major. La confiance lors de leur collaboration tourne vite à l’amitié et durera jusqu’à leur mort. Durzy rencontre à Bergame et à Brescia le commissaire des guerres Henri Marie de Beyle, connu sous le pseudonyme littéraire de « Stendhal » dont il deviendra un ami.
Le 27 avril 1797, l'armée effectue un mouvement de retraite sur Trente face aux Autrichiens. Après avoir tenu le défilé de Laaz face à l'armée autrichienne, il est fait prisonnier. Il est libéré sur parole quinze jours plus tard, mais doit quitter le front d'Italie. Il rentre en France pour assurer la succession de son père mort à 85 ans.
En 1799, il rejoint son état-major auprès du général Michaud, rentré lui aussi en France. Le 18 août 1799, Durzy reçoit son brevet d'aide de camp auprès de Michaud. En septembre 1799, ils rejoignent Rennes en Bretagne puis retournent vers l'Italie pour la deuxième campagne d'Italie, en passant par Montargis. En 1801, il est à Pavie (Lombardie). Au printemps 1802, il est en Hollande. Le 18 août 1804, Durzy est promu chef de bataillon, tout en étant maintenu à l'état-major du général Michaud. Il participe aux opérations en Allemagne. En novembre 1806, il est à Berlin avec le 9e corps de la Grande Armée, En décembre il est à Hambourg.

#### Lieutenant-colonel sans titre
Lorsque Durzy est en Hollande, il bénéficie de l’appellation de « lieutenant-colonel », sans pour autant en avoir le grade. Le général Michaud demandera la promotion de Durzy sans l’obtenir. Durzy s’entretient de ce projet avec le général de division César-Charles Gudin. Ce dernier demandera lui aussi la promotion de Durzy sans que celle-ci n'aboutisse. Finalement, Durzy ne sera jamais promu au grade de lieutenant-colonel. Toutefois, il obtient le titre de chevalier de la légion d’honneur en 1807. La suite de sa carrière militaire se déroule sans éclats. Il est admis à la retraite le 21 juillet 1812 à l'âge de 48 ans à la suite de problèmes de santé.

### Sa retraite
L'État français verse à Durzy une pension de 1 250 francs, prime de légion d'honneur comprise.
À partir de 1812, Philippe-François mène une vie de bourgeois solitaire, offrant ses services aux institutions publiques : conseil municipal, prison, caisse d'épargne, organisation de comices agricoles. La plupart des membres de sa famille sont morts. Il est alors propriétaire du domaine de Platteville à Villemandeur et possède les domaines de la Renauderie près de Cortrat, de Veuve près de Vimory, plusieurs maisons à Montargis et à Châlette-sur-Loing, des bois à Fougerolles, des prés dans la vallée de l'Ouanne.
En 1814, il prend part à la résistance face aux Cosaques. Chef de bataillon en retraite, il écrit une lettre à Marie Pierre Henri, son neveu, conseiller à la Cour d’appel d’Orléans : « nous n’avons pas fait d’expédition à Fontenay, mais une trentaine de braves gens de bonne volonté, réunis aux garde-chasse et à quelques soldats, ont été à Nargy de ce côté de la rivière, pour s’opposer au rétablissement du pont ; il y a eu des coups de fusils de tirés, mais je crois sans effet. Le détachement était commandé par M. Bazin. »

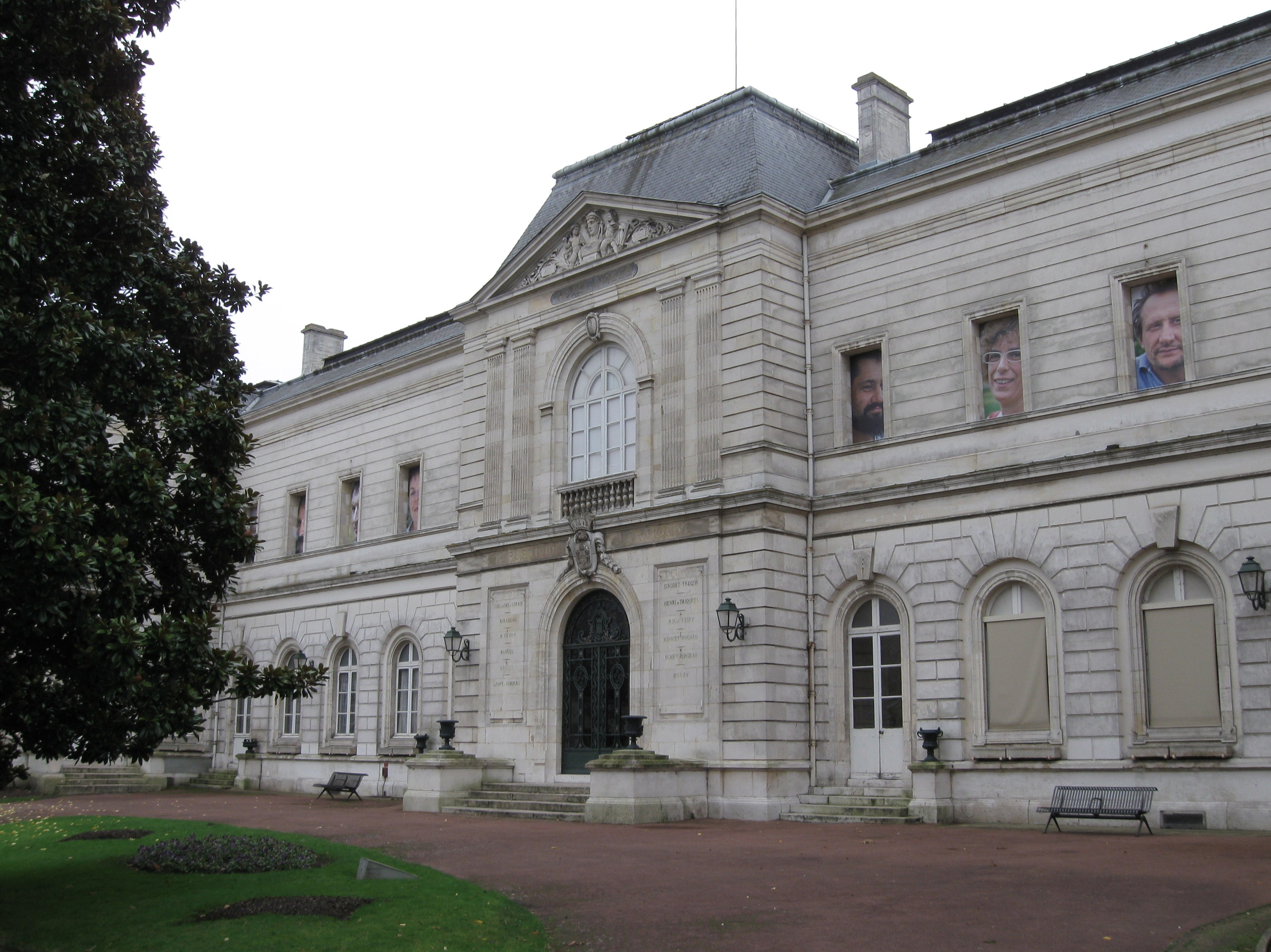
Hôtel Durzy (musée Girodet), à Montargis

Durzy meurt le 19 mars 1851 à l'âge de 87 ans au 19 rue du Pont de l'Ouche à Montargis. Il est enterré le surlendemain au cimetière de Montargis à la suite d'une cérémonie à l'église de Sainte-Madeleine. Ne s'étend jamais marié et n'ayant pas d'héritier, sa fortune qui s'élève à 662 490 francs en 1851 doit, selon son testament, servir à construire une école professionnelle. 

## Le testament de Durzy et son application
Le testament de Durzy, géré par Benjamin Guyhou de Montleveau et M. Béranger, est déposé chez maître Ferré, notaire à Montargis. Depuis 1842 sa fortune est estimée à 662 490 francs. Son testament écrit en 1842 mentionne que tous ses biens doivent être légués à un établissement ou à une fondation qui porterait son nom, en faveur de la ville de Montargis. Si cela ne pouvait être, la ville de Montargis deviendrait légataire universelle et devrait organiser l'établissement et employer ses revenus de la manière suivante : rétribuer les différents maîtres ou professeurs qui manquent à Montargis avec 1 000 à 1 200 francs chacun pour donner des cours publics et gratuits 3 à 4 heures par jour, 4 à 5 fois par semaine ; créer une bibliothèque publique contenant des gravures, des livres et des meubles de Durzy ainsi qu'un hospice géré par un Conseil de onze personnes (1/6e des fonds) ; soutenir des œuvres de bienfaisance destinées aux pauvres « de bonne conduite », aux personnes âgées et aux orphelins (1/10e des fonds).
Sous le Second Empire, le 10 février 1853, un décret de Napoléon III autorise la création de la commission Durzy et confirme la ville de Montargis comme légataire universelle de Philippe-François Durzy. C'est à ce moment que les exécuteurs testamentaires entrent en conflit avec la Ville de Montargis à cause de divergences d'opinions sur l'identité du légataire. Il y a donc débat pour interpréter le testament, afin de savoir à qui reviendra le legs : la Ville ou la Commission. Car selon l'article 725 du Code civil, la Commission étant inexistante lors de la succession, elle ne peut être légataire. Mais Philippe-François Durzy avait émis, dans son testament, le désir que l’établissement ne soit sous aucune autorité supérieure, et donc hors de la surveillance et de l'inspection du Maire. Après une lutte d'un an et l'implication du Ministre de l'Intérieur et du Ministre de l'Instruction et du Culte, les différentes parties arrivent à un compromis.
Le 13 juin 1855, la Commission Durzy est fondée. Elle comprend le Maire et les deux exécuteurs testamentaires.
Le 14 août 1855, un décret de l'empereur Napoléon III autorise la création de la Fondation Durzy par la Commission,.
Cependant, la mise en application du testament par la fondation pose un nouveau problème. Pour construire l’école, il faut à la fois choisir un terrain, dessiner les plans, payer les constructions et conserver une somme pour le fonctionnement la Fondation. Encore une fois, un conflit éclate au sujet de l'emplacement de la fondation. Une minorité souhaite suivre à la lettre le testament et donc implanter l'école dans un des quartiers les moins habités de la ville par souci d'économie, tandis que la majorité souhaite suivre les ordres de l'administration supérieure en trouvant un emplacement en rapport avec « les idées et les progrès de l'époque ».
Quatre choix s'offraient alors : les environs du château, qui ne sont pas retenus car trop éloignés des principaux quartiers de la ville ; un terrain situé à l'angle de l’hôtel de ville, proposition rejetée car la superficie disponible est trop restreinte ; un emplacement situé sur la promenade du Pâtis, finalement jugé trop onéreux ; l'emplacement de l'actuel musée Girodet, qui accueille enfin la première école Durzy. Après l'accord de la Commission Durzy et l'obtention du permis de construire, la réalisation de l’établissement peut commencer.

## Hommage
Le nom de Philippe-François Durzy est actuellement inscrit sur le mémorial public de la ville de Montargis. Une avenue et un jardin de Montargis portent aussi son nom.
L'hôtel Durzy de Montargis est devenu le musée Girodet.
Le lycée général et technologique de Villemandeur porte le nom de lycée Durzy.  (Ouverture du nouveau Durzy en septembre 1993 à Villemandeur). Seul établissement scolaire de France à porter son nom. 
Le jeudi 6 février 2014 un hommage a été rendu à l'occasion du 250e anniversaire de sa naissance, organisé par le Comité du Souvenir Français du Montargois Gâtinais et l'Association pour la conservation des Monuments napoléoniens, avec la participation du lycée Durzy .
Sa tombe se trouve toujours au cimetière de Montargis.